# Château de la Juive
Vous lisez un « bon article » labellisé en 2011.
Le château de la Juive, également connu sous le nom de châtel ou château de Clementigney (ou Clemtigney), est un édifice classé monument historique situé à Chalezeule, en périphérie de Besançon (Doubs), à deux pas du quartier historique de Bregille, sur le mont du même nom. Si le bâtiment initial est construit à une date inconnue, les archives les plus anciennes à son sujet remontent à la fin du XVIIIe siècle, avant que la famille Lippmann n'en devienne propriétaire. C'est d'ailleurs une de leurs descendantes, Léonie Allegri, qui demande à l'architecte franc-comtois Alphonse Delacroix de le transformer en un véritable château. Entre 1850 et 1870, il donne ainsi naissance au bâtiment tel qu'on le connaît aujourd'hui, avec son style néogothique et son échauguette caractéristique. 
Le dynamisme de la propriétaire et sa confession donnent à la demeure son surnom, toujours actuel, de « château de la Juive ». Après la guerre de 1914, l'édifice change plusieurs fois de mains avant de devenir un hôtel-restaurant réputé pour sa gastronomie et ses décors remarquables, gagnant une réputation nationale et attirant plusieurs célébrités. Cette vocation se termine au début des années 2000 après le décès de son chef cuisinier, le château retrouvant, depuis lors, une fonction purement résidentielle.

## Histoire

### Première demeure
Le château de la Juive est situé au numéro trois du chemin des Buis, administrativement sur la commune de Chalezeule, mais presque limitrophe du quartier de Bregille, à Besançon. Il est bâti sur un terrain qui appartenait, dès 1248, au chapitre de Sainte-Madelaine, avant d'être officiellement intégré à la paroisse de Chalezeule au XVIe siècle. Il se dresse tout au bout du Mont de Brégille, face au château de Montfaucon, engoncé au sein d'un parc boisé.
Le bâtiment aurait servi de relais de chasse aux princes de Bauffremont,, mais le premier propriétaire connu de la demeure est Monseigneur de Fresnoy en 1780, qui détenait alors une maison de campagne de son épouse Jeanne Antoine de la Grée, ainsi que plus des deux tiers de la commune de Chalezeule. Ce personnage était le seigneur de terres en Picardie, chevalier de Saint-Louis, capitaine au régiment de Monsieur et sera le dernier seigneur de la commune, puisqu'il se fera élire maire sous le nom de Defresnoy.
Le Châtel de Clémentigney rassemble au cours de réunions cynégétiques toute la noblesse de Franche-Comté et de grandes fêtes s’y déroulent jusqu’à la Révolution.
Dans les premiers cadastres, en 1835, l'édifice apparaît comme propriété de M. Mayer Lippman (1770-1849), sans que l'on sache précisément s'il s'agissait d'achat de biens ou de spéculation. La famille Lippman, de confession juive, s'établit à Besançon à la Révolution, lorsque trois frères originaires de Sarre-Union (Bas-Rhin) — dont Mayer et Alphonse désignés comme marchands de montres — viennent habiter à l'hôtel Terrier de Loray, au 68 de la Grande rue. La famille Lippman sera fondatrice de la manufacture Lip.
Mayer Lippman, alors connu comme étant le Juif le plus aisé de la cité, restaure la vieille demeure seigneuriale et fait du bâtiment sa maison de campagne, en la décorant et la meublant richement selon la mode de l'époque. Il se marie à Babette Lévy dont il a quatre enfants : Alfred (négociant à Marseille), Auguste (banquier à Paris), Nathalie et Dina (1805-1842). Cette dernière, mariée au banquier parisien Bénédict Baruch Allegri (1790-1882), meurt après avoir donné naissance à Paris, en 1827, à Reine-Précieuse-Léonie Allegri,,,.

### Naissance du château

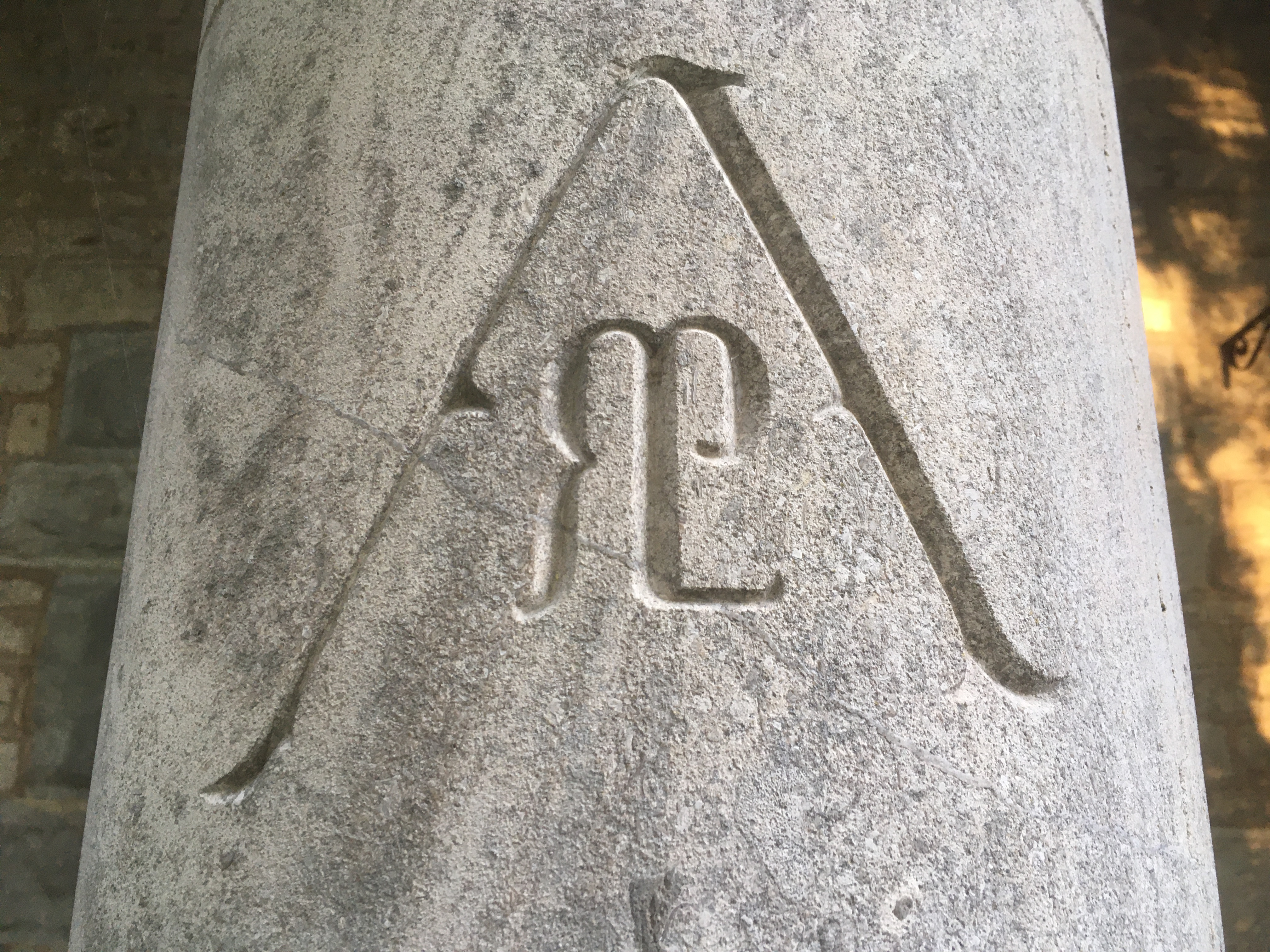
Initiales entremêlées de Léonie Allegri au château (RPLA).

La maison de campagne avec ses neuf hectares revient alors à Benedict Baruch Allegri, veuf de Dina Lippman (ou Lippmann). Mais les biens que contient le bâtiment ne font pas partie de l'héritage et sont donc vendus aux enchères par les commissaires-priseurs maîtres Capron et Guidet, à l'hôtel Terrier de Loray : tout le mobilier somptueux est dispersé, ainsi que plus de 4 000 bouteilles, des grands vins de Bordeaux notamment.
Baruch Allegri dote sa fille Précieuse-Reine-Léonie (1827-1904) de la demeure, lors de son mariage avec Paul-Félix Bernheim (ou Bernham). Léonie, « dont la beauté et la bonté lui attirent toutes les sympathies », fera transformer la maison en château et qui lui laissera son surnom - alors qu'elle-même se désignait plus élégamment par l'expression « Dame de Clementigney »,,.
Le couple Allegri-Bernheim vit entre Paris et le château. Léonie Allegri charge alors l'architecte Alphonse Delacroix de remodeler complètement la maison de campagne, lequel en fait une véritable folie néogothique : tourelle d'escalier, échauguette, etc. Le décor intérieur suit le même courant, avec de nombreuses boiseries d'inspiration gothique,.

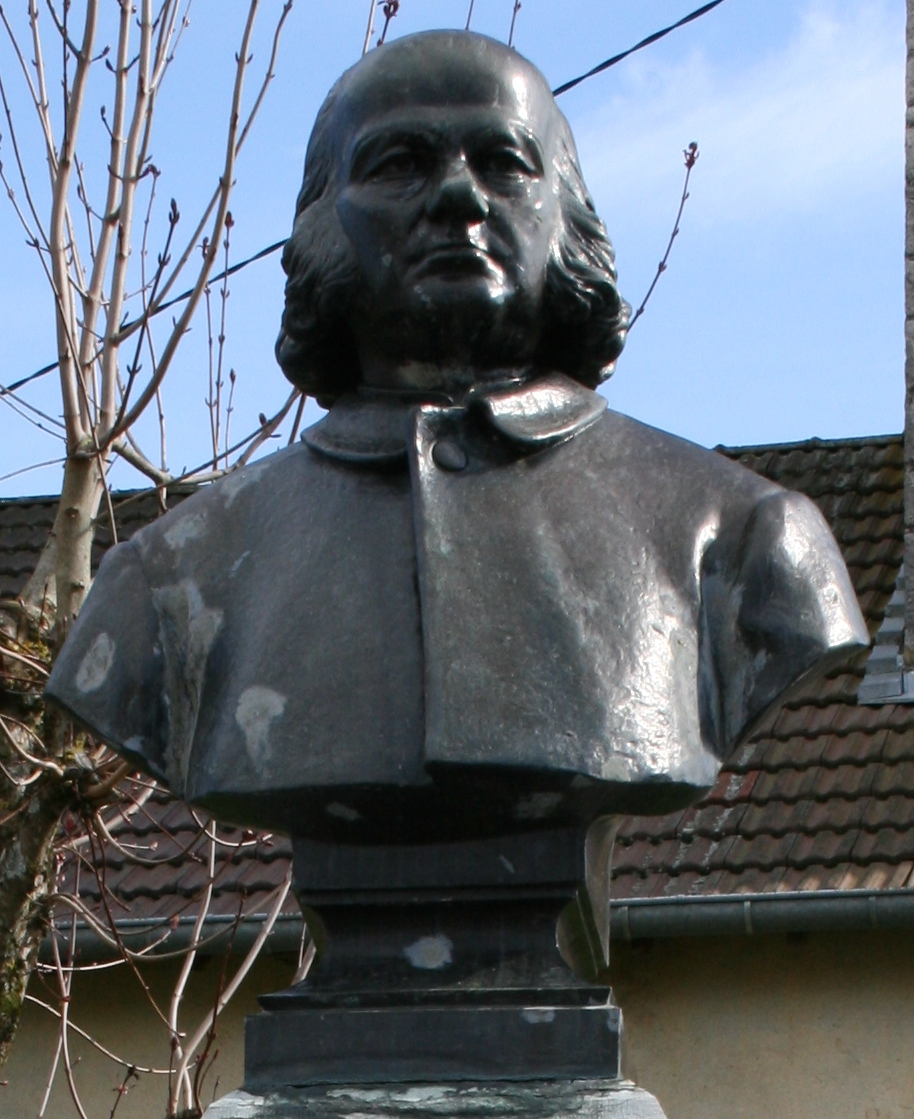
Statue d'Alphonse Delacroix à Alaise.

Paul Bernheim décède à la propriété, le 13 novembre 1858, à l'âge de 35 ans, et sa veuve Précieuse-Reine-Léonie se remarie cinq ans plus tard, en juin 1863,, avec Charles-Déodat-Raymond (1834 –1871), comte de Turenne, descendant de Louis XIV - devant pour ce faire se convertir au christianisme. Le mariage suscite l'attention par l'union entre une juive et un catholique, qui nécessite une dispense du pape en personne. Le contrat de mariage entre les deux parties est largement à l'avantage du comte Charles Déodat qui désire redorer son blason terni et n'apporte qu'un titre de noblesse en contrepartie de la jouissance exclusive de la demeure et de plusieurs millions en actions et obligations. Dans son châtel, Léonie reçoit d'importantes personnalités comme le duc d’Aumale ou Monsieur de Valois. Après la naissance de trois filles (Aimée-Marguerite-Hermine, Irène, Henriette-Amélie ) dont deux se feront religieuses, Charles Déodat fera preuve d'une grande infidélité, avant de mourir, le 3 juillet 1871, à l'âge de 37 ans,. Longtemps chagrinée par l'attitude de son époux et l'échec de son mariage, Léonie Allegri devient veuve pour la seconde fois, et vit alors surtout dans la capitale française, sans pour autant délaisser le château.
Sa fille Henriette y meurt le 21 décembre 1883, avant que Léonie ne meure à son tour à Paris, le 14 mars 1914, laissant ainsi l'édifice à sa fille aînée Aimée-Marguerite-Hermine (née le 12 juillet 1864) - son autre sœur Irène étant devenue carmélite. Aimée-Marguerite Allegri, dite comtesse Hermine, mariée à Henri Bijasson, vit principalement à Paris ou à Sannois et séjourne parfois au château où elle emploie des équipages luxueux et se vêt de toilettes somptueuses ; sa grande générosité la rend célèbre de Besançon à Paris,.
Cependant, la Première Guerre mondiale met un terme à ses voyages entre la capitale et Besançon, d'autant plus que le caporal Louis Varotte du 227e régiment régiment d'infanterie, âgé de 34 ans et fermier au Château de la Juive avec son épouse Marie-Louise, est tué le 11 avril 1916 au Bois d'Avaucourt en Argonne. Sa mort porte ainsi un coup fatal à l'exploitation agricole du domaine.

### Transformation en restaurant

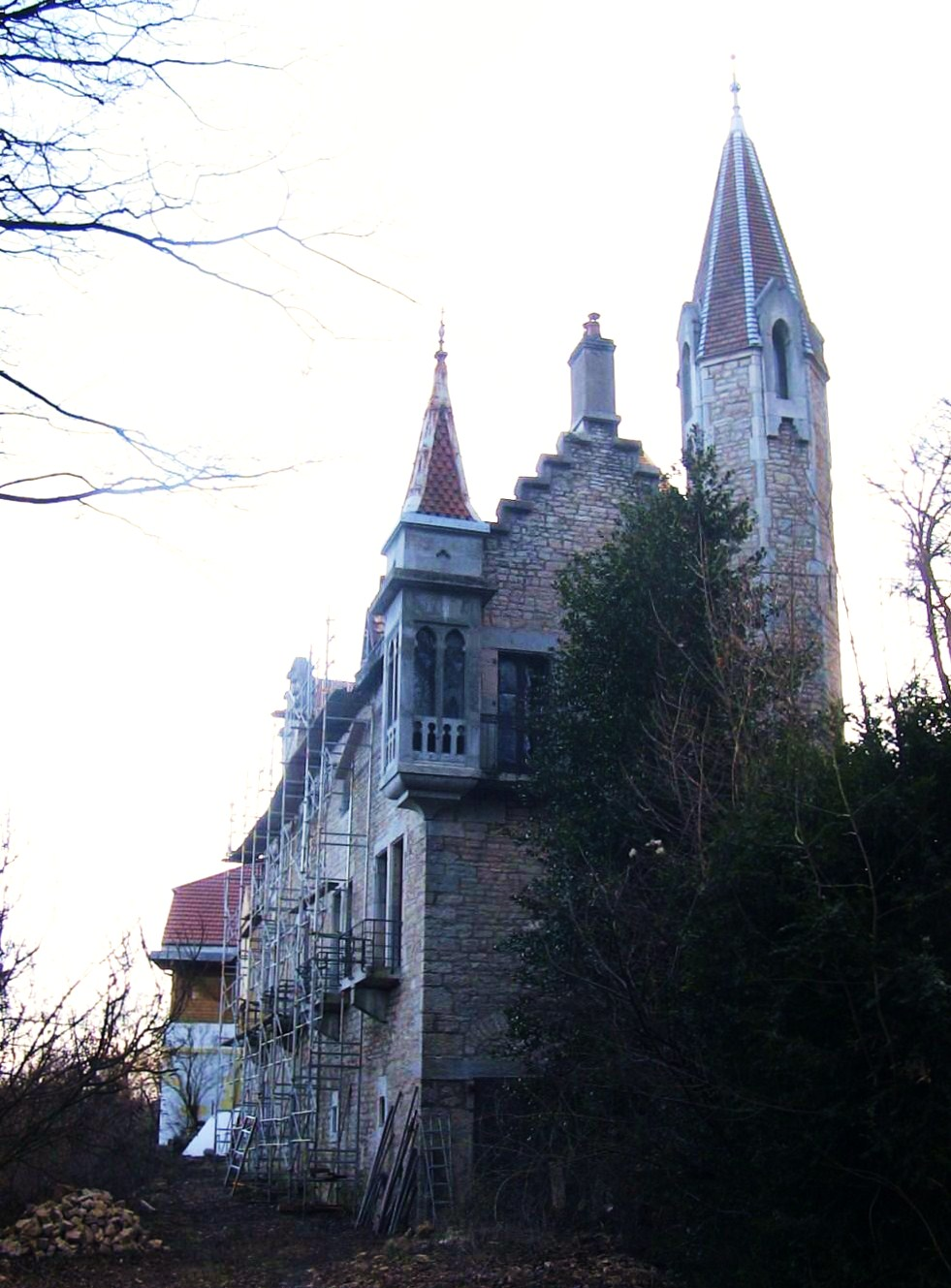
Aperçu de l'édifice de nos jours.

Le 17 juin 1919, le château de la Juive devient la propriété, pour la somme de 60 000 francs, d'Élie Fourcasse, qui en fait lui aussi sa maison de campagne. Cet homme, fils d'ouvrier en horlogerie dans le quartier du Petit Battant, devient monteur de boîtes pour montres, puis épouse Jeanne-Marie Victorine Martin qui a fait fortune dans le négoce. Le nouveau propriétaire n'hésite pas à vendre la collection d'armes du château, probablement originaire du temps des Turenne, empochant ainsi plus de deux fois le prix d'achat du bâtiment.
Sa fille Berthe, épouse d'Hippolite Dolo, ingénieur des arts et métiers, reçoit en dot le domaine lors de son mariage en 1921, mais l'édifice en mauvais état sera finalement revendu, le 15 mars 1926, à Joseph Périat. Ce dernier, d'origine suisse, chef cuisinier à la cour royale d'Angleterre, décide d'aménager un restaurant au sein du château. La notoriété du domaine dépasse alors largement la région, grâce aux talents culinaires de son propriétaire, mais également avec le décor exceptionnel qui accompagne le repas des hôtes. Malgré tout, Périat se résout à vendre le château à Alain Gerber, le 12 janvier 1939, à la suite de problèmes récurrents de santé. Il vend également le fonds du restaurant, le 17 février de la même année, à Henri Nussbaum.
Durant la Seconde Guerre mondiale, Henri Nussbaum tente de maintenir la réputation du château, malgré les restrictions de plus en plus pesantes. D'ailleurs, il subit de fortes pressions lors de la Libération du fait de sa clientèle allemande, en plus des désagréments causés par un char allemand ayant détruit les grilles à l'entrée.
Le 10 décembre 1948, Alain Gerber, toujours propriétaire du domaine, décide de le vendre pour la somme de deux millions de francs à un couple de cultivateurs, Francine et Camille Barthot-Malat. L'acte du notaire de Levier décrit le bien ainsi « 15 pièces chauffées au chauffage central, un pavillon en annexe, buanderie, garage, atelier sur caves, une maison de ferme de six pièces, écurie, grange, hangar, trois citernes, parc, verger, prés et serre. »
La ferme est louée à Henri Converset à partir de 1937 et les prés à M. Mercier en 1948. Camille Barthot-Malat cède le château en 1955 ainsi que son parc de 1,25 hectare à René Gavet et sa femme Myriam, et le fonds d'hôtellerie l'année suivante.

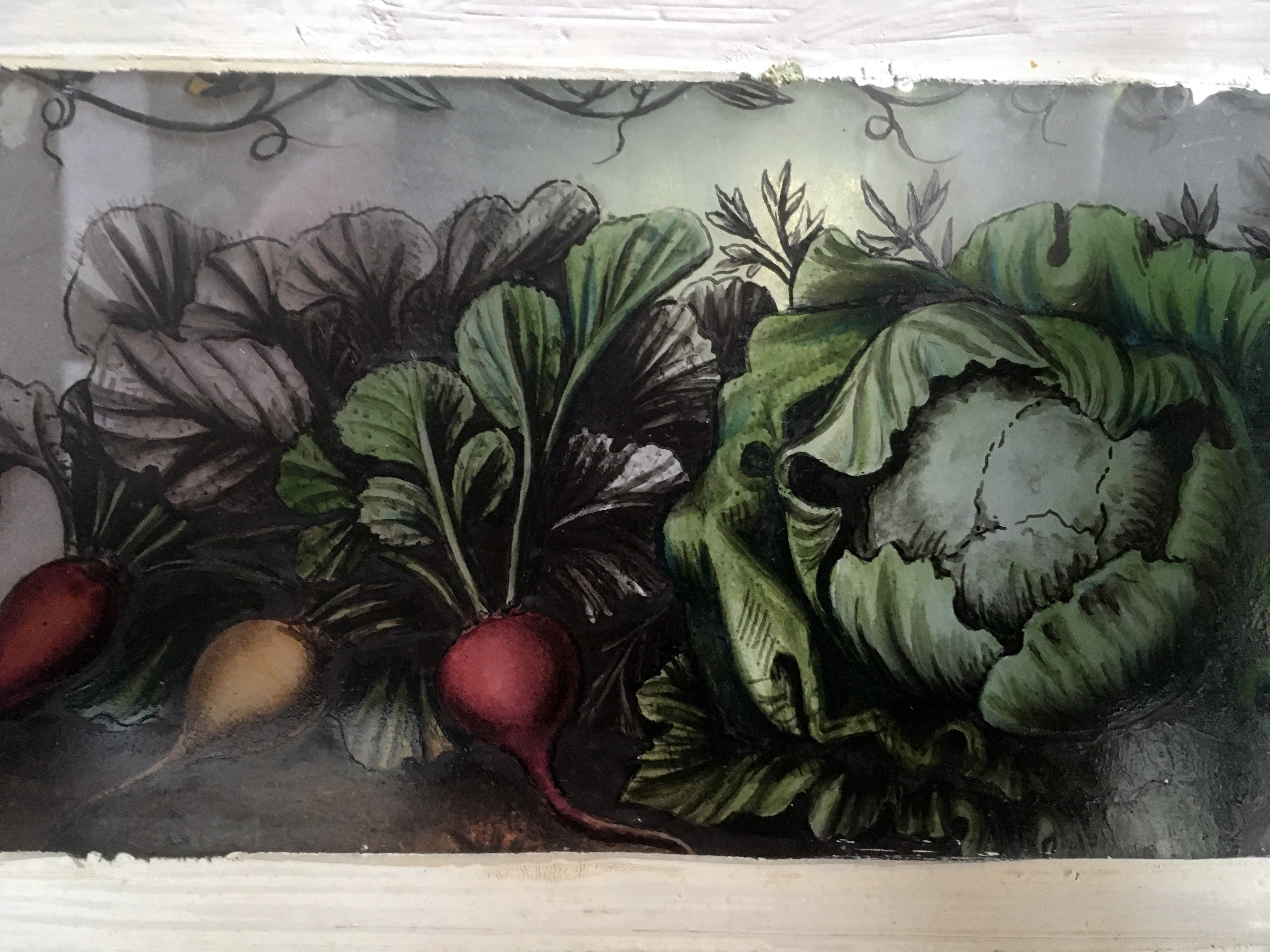
Peinture sur verre sur l'une des portes du château : des légumes
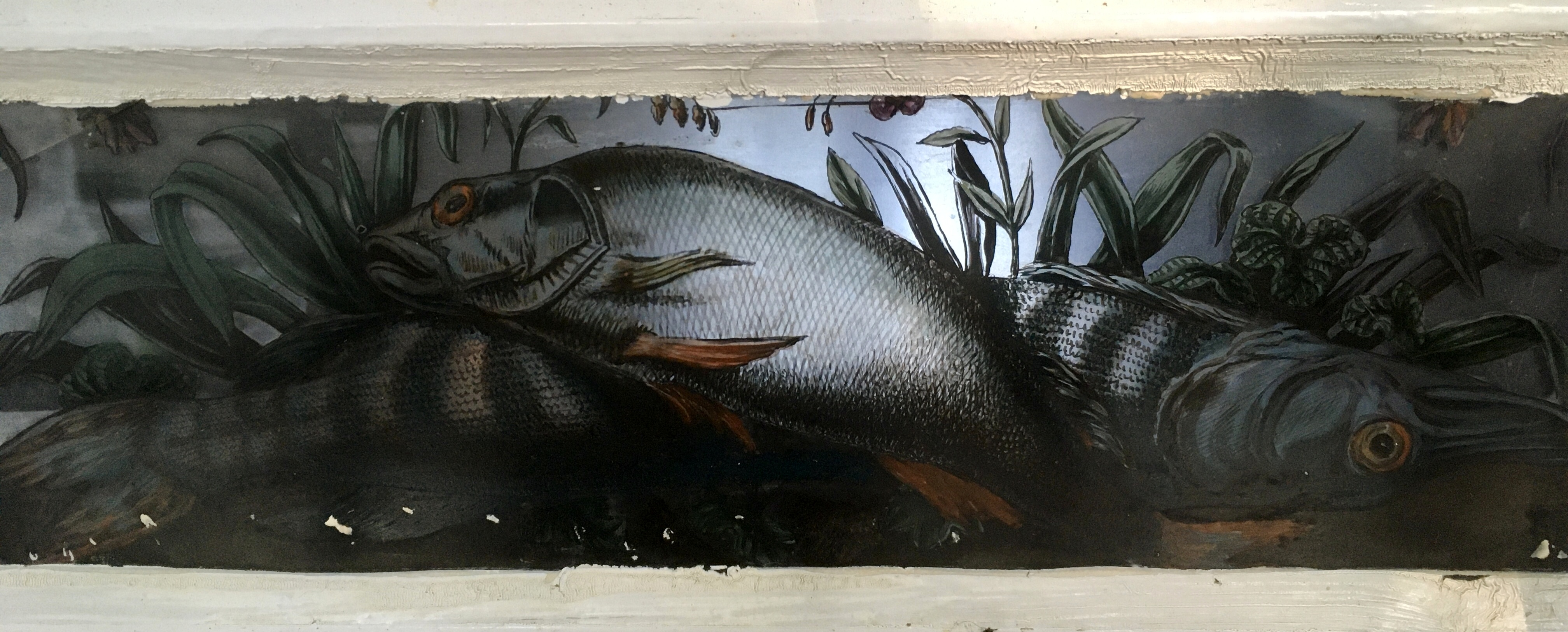
Peinture sur verre sur l'une des portes du château : des poissons.

### De nos jours

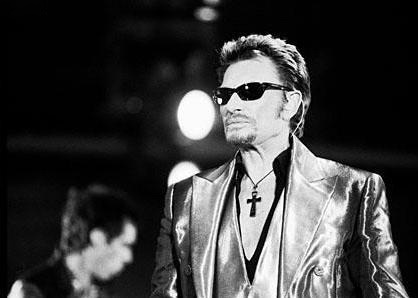
Des personnalités comme Johnny Hallyday ont séjourné dans le bâtiment.

René Gavet, réputé comme un excellent chef-cuisinier, redonne au château sa réputation d'antan. Il le restaure avec son épouse et ses deux filles, et rouvre le restaurant avec une hôtellerie. De nombreuses personnalités forment sa clientèle, notamment Georges Bidault, Tino Rossi, Marie-José de Belgique ou encore Johnny Hallyday. Des spécialités franc-comtoises typiques y sont servies, comme la saucisse de Morteau ou la truite au vin jaune et morilles. L'écrivain Guy des Cars y séjourne à demeure en 1956, pour écrire son roman intitulé Le Château de la Juive, inspiré par ce lieu. Louis Néel y apprend son obtention du prix Nobel de physique en octobre 1970.
Dans les années 1970, on aménage dans le parc un golf miniature ainsi que des sièges taillés dans la pierre, mais le tout sera réaménagé quelques années plus tard à Chalezeule.
Le restaurant ferme définitivement ses portes après la mort de René Gavet, le 21 juin 2002. Le château est mis en vente, en juillet 2002, à partir de 381 122 €. Il est ensuite réhabilité par plusieurs investisseurs et divisé en cinq appartements.

## Architecture

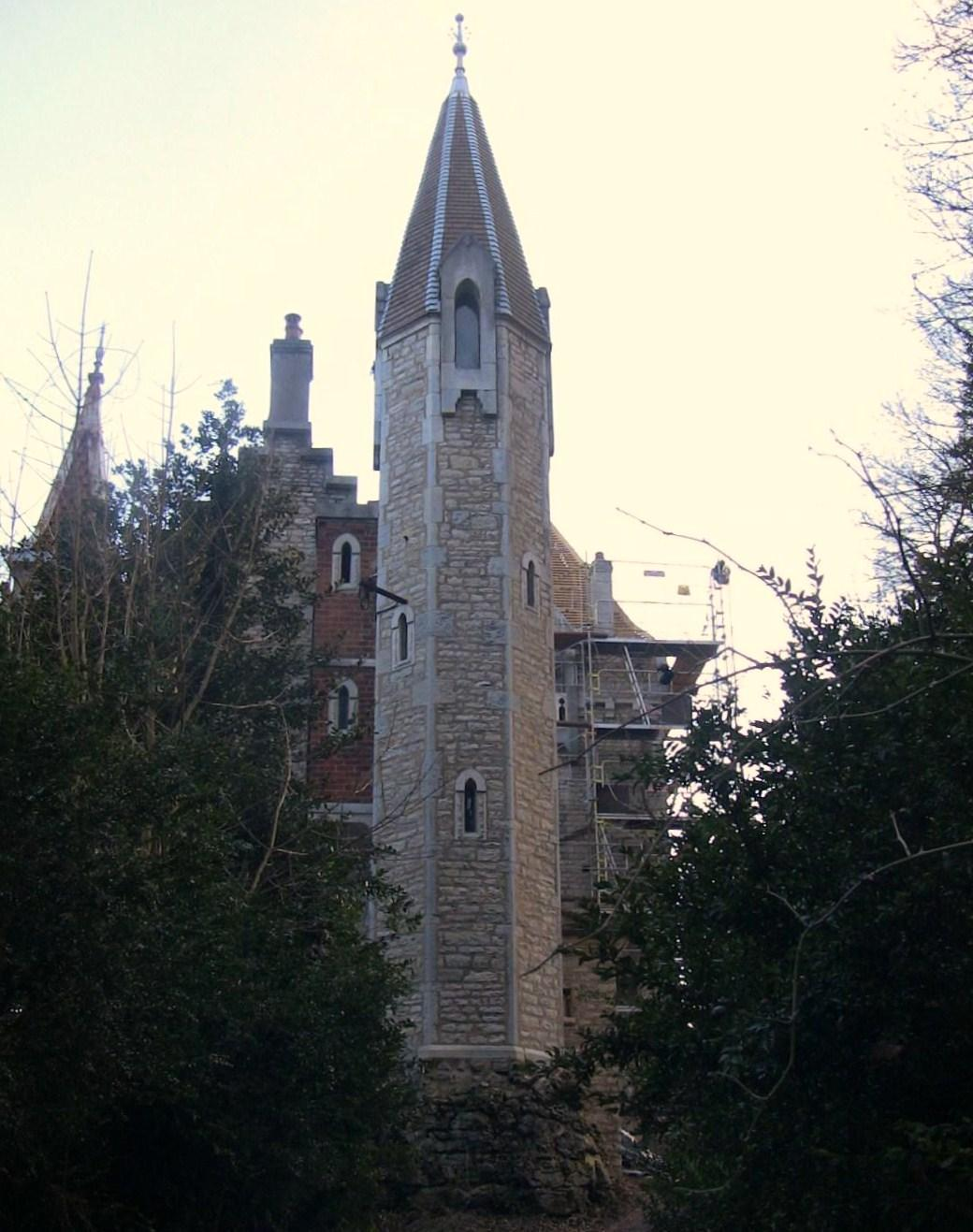
Détail de la tour d'escalier du château.

### Aspect général et extérieur
Le château de la Juive se dresse face aux ruines du vieux château de Montfaucon, de l’autre côté du Doubs.
Il est recomposé, entre 1850 et 1870, par l'architecte franc-comtois Alphonse Delacroix, qui le reconstruit presque entièrement à partir des vestiges antérieurs. Le style architectural du logis est largement dominé par le style néogothique, avec en particulier sa tourelle d'escalier et son échauguette. Le château est constitué d'un logis, de communs, d'une ferme ainsi que d'un parc.
Sur les grilles d’entrée, figurent encore les armes du comte de Turenne.

#### Monument historique
Depuis le 27 décembre 2002, le corps de logis avec ses décors, la façade est du bâtiment des communs, le parc avec son mur de clôture et son portail — soit la quasi-totalité de l'édifice — sont inscrits aux Monuments historiques. En février 2002, le parc a été classé en espace boisé à conserver et, lui aussi, reconnu « monument historique ».

### Aspect intérieur, décors et mobilier
Le décor intérieur est dominé par des boiseries néogothiques, mais des modifications et ajouts ont été pratiqués durant les années 1950. Le mobilier de Turenne, qui avait été éparpillé à la suite d'une vente aux enchères, a complètement disparu, à l'exception d'une pièce : la salle de réception. Les fenêtres à vitraux du Second Empire, les murs et plafonds de boiseries comprenant de petits carreaux polychromes de céramique — dont chacun arbore une grappe de raisin noir et deux épis de blés entourés de l'inscription « à la Dame de Clementigney » — témoignent de l'élégance des décors de l'époque. Une anecdote rapporte qu'un Américain de passage, séduit par le raffinement de cette pièce, a voulu racheter l'ensemble des éléments transportables, pour deux millions de francs.
Un passage du journal de Bregille, d'avril 1982, décrit précisément le château de la Juive, reprenant le témoignage de la vie quotidienne de Léonie Allegri dans sa demeure. Ainsi, on y apprend une multitude de détails, comme l'existence d'un escalier en chêne, le fait que les couloirs aux riches lambris dissimulaient des placards secrets, ou encore la description de sa chambre : elle contenait un lit à baldaquin soutenu par des colonnes torsadées, des murs aux lambris rouges et bleu roi, et un plafond bleu ciel tapissé d'étoiles. On apprend aussi qu'était présente une grande cheminée sculptée, recouverte de faïences bleues et blanches, et que les cabinets comportant des vitraux blancs transparents étaient situés dans l'échauguette. Quant à la salle de bain, située au troisième étage, il fallait, pour l'utiliser, monter l'eau seau après seau et la chauffer à l'aide d'un chauffe-eau en cuivre, fonctionnant avec un serpentin envoyant le liquide dans une baignoire également en cuivre, ne comportant pas de système d'écoulement. Des faïences, reprenant les motifs du mur de la salle de réception, trônaient dans le bâtiment, offertes par un peintre italien. Une fois remariée, Léonie Allegri fut confrontée aux infidélités de son époux, le comte de Turenne, dont la rumeur rapporte qu'il facilitait la fuite de ses maîtresses par l'escalier de la tour, alors renommée Felice, ainsi que par des portes secrètes cachées dans les lambris. Il fit également apposer ses armes sur les grilles du château, et fit sculpter son portrait et celui de Léonie sur la cheminée de la chambre de son épouse. Les vignes, encore bien vivaces juste avant la Grande guerre, disparurent avec le décès de leur propriétaire, Léonie, en 1914.